# Pont-l'Abbé
Pont-l'Abbé è un comune francese di 8 512 abitanti situato nel dipartimento del Finistère nella regione della Bretagna. È il capoluogo del Pays Bigouden.

## Storia
Fondata nel XIV secolo da un monaco di Loctudy.

## Società

### Evoluzione demografica
Abitanti censiti